# Han Fei
Han Fei, noto anche come  Han Fei Zi (韓非子) (韓非T, Hán FēiP; ... – 233 a.C.), è stato un filosofo e funzionario cinese vissuto alla fine del periodo dei regni combattenti.

## Biografia
Fu uno dei maggiori teorici della corrente di pensiero del legismo (法家, Fǎjiā).
Discendente da una nobile famiglia originaria dello stato di Han, Han Fei si formò culturalmente grazie alle lezioni del maestro filosofo confuciano Xunzi, dal cui pensiero prese le distanze, poiché fu attratto dalle correnti che attribuivano il controllo dell'intero Universo alla legge naturale, il dao, e ogni elemento della realtà al de.
Han Fei sostenne che l'ordine e la prosperità possono essere garantiti solo da uno stato forte, quasi totalitario, che doveva essere governato tramite una struttura inflessibile di leggi e non sulla morale e la comprensione.  Una delle caratteristiche di questo sistema legislativo era il sistema di punizioni e di ricompense da attribuire all'individuo. Il suo pensiero ha ispirato la politica autoritaria di Qin Shi Huang, il "Primo Imperatore della dinastia Qin". 
Han Fei ebbe vari conflitti con il ministro Li Si, a cui rimproverava la sua umile origine ed il passato non proprio ineccepibile e come conseguenza di questi dissidi venne arrestato con l'accusa di congiura di corte. Non riuscendo ad ottenere un'udienza per potersi difendere, si suicidò.
Il trattato da lui redatto è noto con il nome di Han Feizi.